# TINAG
TINAG‏ (Tubulointerstitial nephritis antigen) هوَ بروتين يُشَفر بواسطة جين TINAG في الإنسان.
TINAG هو جليكوبروتين غشاء قاعدي تم تحديده في البداية كهدف للأجسام المضادة في بعض أشكال التهاب الكلية الأنبوبي الخلالي بوساطة المناعة.